# John Ratcliffe
Pour l'homme politique américain, voir John Ratcliffe (homme politique).
John Ratcliffe, né en 1549 dans le Lancashire et mort en septembre 1609, est le capitaine du Discovery, l'un des trois navires qui ont navigué d'Angleterre pour l'actuelle Virginie afin de fonder une colonie. Il est ensuite devenu le deuxième gouverneur de la colonie en 1608 qui devint plus tard Jamestown.
Ratcliffe a été dépeint négativement dans le dessin animé Pocahontas (1995) et Pocahontas 2 (1998).